# 红唇薄鳅
红唇薄鳅（学名：Leptobotia rubrilabris）为輻鰭魚綱鯉形目沙鳅科薄鳅属的鱼类，俗名红针，為溫帶淡水魚，是中国的特有物种。分布于四川省内分布于长江、岷江、嘉陵江、沱江、青衣江、大渡河中下游等，棲息在底層水域，生活習性不明。该物种的模式产地在四川。

## 扩展阅读
維基物種上的相關：红唇薄鳅